# Aleksandre Guruli
Aleksandre Guruli, gruz. ალექსანდრე გურული (ur. 9 listopada 1985 w Batumi, Gruzińska SRR) – gruziński piłkarz, grający na pozycji ofensywnego pomocnika.

## Kariera piłkarska

### Kariera klubowa
Syn piłkarza i trenera Gii Gurulego. Wychowanek Szkoły Piłkarskiej Olympique Lyon (77 meczów, 7 goli). Występował we francuskich zespołach US Boulogne, Olympique Lyon B, AS Lyon Duchère i US Lesquin. We wrześniu 2008 podpisał kontrakt z ukraińskim klubem Karpaty Lwów. 28 września 2008 zadebiutował w koszulce Karpat. Na początku 2012 został na pół roku wypożyczony do Dila Gori. Podczas przerwy zimowej sezonu 2012/13 powrócił do Karpat. 24 lutego 2013 przeszedł do Dinamo Batumi.

### Kariera reprezentacyjna
Występował najpierw w juniorskiej, a potem w młodzieżowej reprezentacji Gruzji. Łącznie rozegrał 6 meczów reprezentacyjnych i strzelił 1 gola.